# Kerkhof van Reningelst
Het Kerkhof van Reningelst is een gemeentelijke begraafplaats in het Belgische dorp Reningelst, een deelgemeente van Poperinge. Het kerkhof ligt rond de Sint-Vedastuskerk in het centrum van het dorp.

## Britse oorlogsgraven
Op het kerkhof lggen 3 Britse militaire graven met gesneuvelden uit de Eerste Wereldoorlog. Een ervan wordt herdacht met een Special Memorial omdat zijn graf niet meer gelokaliseerd kon worden. De graven liggen aan de oostzijde achter de kerk en worden onderhouden door de Commonwealth War Graves Commission waar ze geregistreerd staan als Reningelst Churchyard. Aansluitend aan dit kerkhof werd een uitbreiding met militaire graven aangelegd dat bij de CWGC als Reninghelst Churchyard Extension geregistreerd staat.
Reningelst was tijdens de hele oorlog in Britse handen. Het lag op veilige afstand van het front en was dus geschikt om als standplaats van Field Ambulances (veldhospitalen) te dienen. Het kerkhof en de uitbreiding werden gebruikt van maart tot november 1915, daarna werden de slachtoffers begraven op de Reninghelst New Military Cemetery, gelegen in hetzelfde dorp.